# Paraxiopsis johnstoni
Paraxiopsis johnstoni är en kräftdjursart som beskrevs av John R. Edmondson 1926. Paraxiopsis johnstoni ingår i släktet Paraxiopsis och familjen Axiidae. Inga underarter finns listade i Catalogue of Life.